# Syntrechalea reimoseri
Syntrechalea reimoseri is een spinnensoort in de taxonomische indeling van de Trechaleidae.
Het dier behoort tot het geslacht Syntrechalea. De wetenschappelijke naam van de soort werd voor het eerst geldig gepubliceerd in 1947 door Lodovico di Caporiacco.